# Cataratas del Monday
Las Cataratas del Monday (en guaraní: Monday Ytororõ) son un conjunto de cataratas localizadas en el río Monday, distrito de Presidente Franco, departamento de Alto Paraná, Paraguay; a solo unos 10 km de Brasil y Argentina. Es considerado uno de los principales atractivos turísticos del Paraguay y se encuentra ubicado dentro del Parque Municipal Monday, una reserva natural de 9 hectáreas.
Así mismo, el entorno de las cataratas se encuentra protegido por la Reserva Natural Maharishi de 343 hectáreas, ubicada en la margen derecha del río Monday (municipio de Los Cedrales) y por el Paisaje Protegido Cataratas del Monday, que abarca propiedades públicas y privadas ubicadas a 200 metros en ambas márgenes del río Monday, desde 4 km aguas arriba de las cataratas (cerca de la ruta PY07), hasta la desembocadura de dicho río en el río Paraná.
Es el destino turístico más frecuentado de la zona este del país, seguido solo por la Represa de Itaipú, el Hito de las Tres Fronteras, la Costanera de Hernandarias y las Cataratas del Ñacunday.

## Toponimia
Anteriormente era conocido como Saltos del Monday, pero desde el 14 de junio de 2024 el gobierno paraguayo cambió oficialmente su nombre al de Cataratas del Monday, esto debido a que por su gran tamaño y caudal no podía seguir siendo considerado como un salto (pequeña cascada), sino más bien como una catarata, además de que este cambió de nombre facilitaría la promoción turística a nivel nacional e internacional.
Monday viene del idioma guaraní, de las palabras «monda»" que significa "robar" e «y» que significa "agua", por lo que su nombre se suele interpretar como "agua que roba" o "agua que estira", esto debido a la peligrosidad de cruzar el caudal y que el agua del río te "lleve" o te "robe", aunque otros lo interpretan como "agua desaparecida" o "río robado", ya que el río Monday parece dar la ilusión de "ser robado" o "desaparecer" tras la caída de las cataratas.

## Historia
Las cataratas, conforman un notable espectáculo natural que posee un valor histórico, pues fue una de las estaciones del Tapé Avirú (camino prehispánico que utilizaban los guaraníes).
El 1 de noviembre de 2015 fue inaugurado un ascensor panorámico de 40 metros de altura (el más alto del Mercosur), que permite llevar a las personas desde lo más alto hasta lo más bajo de la catarata principal, teniendo una vista impresionante del paisaje y pudiendo sentir la caída del agua muy de cerca.
En 2017, las Cataratas del Monday fueron elegidas como la atracción más popular del Paraguay en un mapa realizado por los expertos en infografías de Vouchercloud, con base en datos provistos por el sitio TripAdvisor.

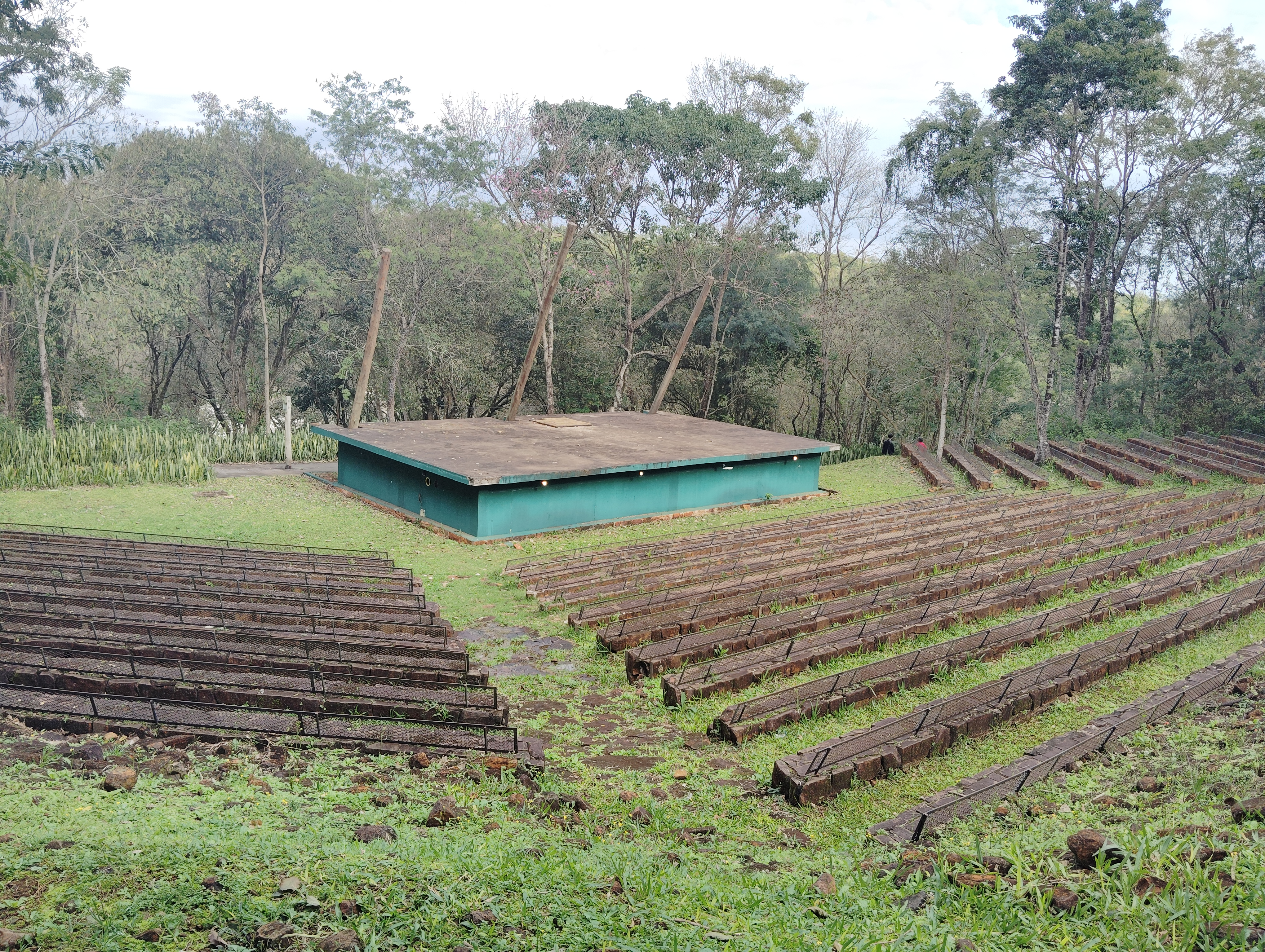
Anfiteatro Tape Aviru.

El 6 de mayo de 2018 fue inaugurado el Anfiteatro Tape Aviru, un escenario ecológico para eventos artísticos y culturales con capacidad para unas 800 personas.

## Clima
La temperatura media anual es de 21 °C; la máxima llega a 38 °C y la mínima a 0 °C. La cantidad anual más alta del país en precipitación pluvial se da en la región de Alto Paraná. En invierno son permanentes el rocío y la neblina.

## Fauna y flora
El Parque Municipal Monday posee una reserva natural de 9 hectáreas, cubierta por una espesa vegetación con especies de flora y fauna singulares, muy característicos y representativos de la región boscosa del antiguo Alto Paraná y el último remanente del bloque este del Bosque Atlántico del Alto Paraná.

## Hidrografía

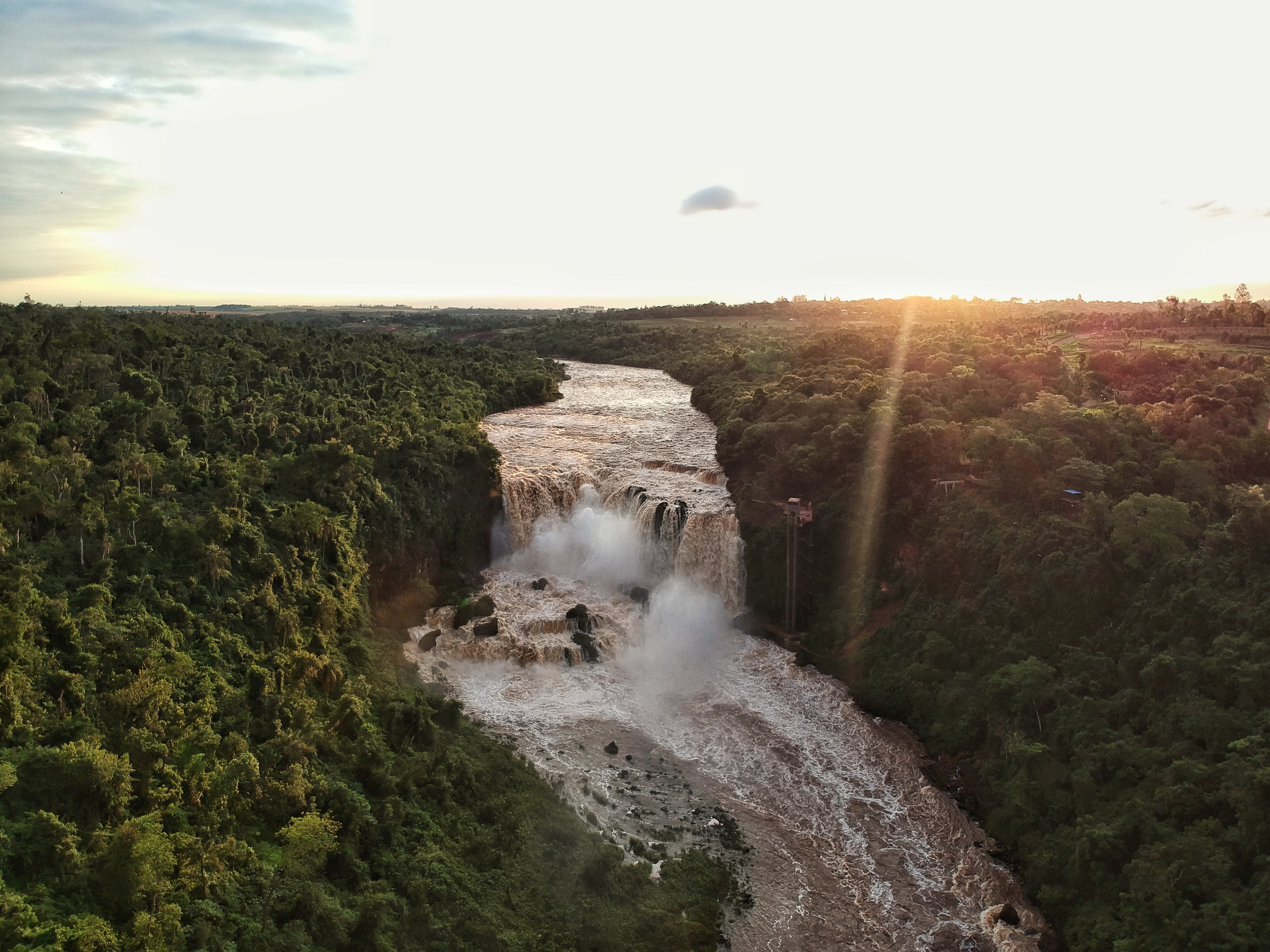
Aérea panorámica de las Cataratas del Monday, Paraguay

El Río Monday desemboca en el Río Paraná, tiene un caudal variable dependiendo de las estaciones de lluvia. En la parte superior del salto los más arriesgados pueden bañarse en sus frescas aguas, con incontables pequeñas caídas y chorros que sirven de hidromasaje natural. También, con suma precaución, se puede practicar el canotaje. Al amanecer o al atardecer, el rumor producido por las aguas que caen sobre la negra piedra basáltica se escucha a gran distancia, lo mismo que la bruma que levanta el fuerte choque entre el líquido vital y las rocas. Las Cataratas, de aproximadamente de 40 m de altura y 120 m de ancho, se componen de tres caudalosas caídas principales con otras menores complementarias que se precipitan próximas a la desembocadura del Río Monday, uno de los principales afluentes de la margen derecha del Río Paraná.

## Filmografía
La película paraguaya de terror/suspenso del año 2016 Gritos del Monday, contiene escenas filmadas dentro del Parque Municipal Monday.